# PGC 11679
LEDA/PGC 11679, auch UGC 2540, ist eine Spiralgalaxie vom Hubble-Typ Sab im Sternbild Perseus am Nordsternhimmel. Sie ist schätzungsweise 180 Millionen Lichtjahre von der Milchstraße entfernt und hat einen Durchmesser von etwa 145.000 Lichtjahren. Vom Sonnensystem aus entfernt sich das Objekt mit einer errechneten Radialgeschwindigkeit von näherungsweise 3.900 Kilometern pro Sekunde.
Im selben Himmelsareal befinden sich unter anderem die Galaxien IC 1874, PGC 11740, PGC 2073694, PGC 2074011.